# 达来诺尔东小湖
达来诺尔东小湖是一个位于中国内蒙古自治区赤峰市的咸水湖，面积约为1.5平方千米，属于蒙新高原区。它的一级流域为内流区诸河，二级流域为内蒙古内流区。